# ذراع قاید
ذراع قاید (به عربی: ذراع القاید) یک شهرداری در الجزایر است که در استان بجایه واقع شده‌است.